# Surazh
Surazh (ruso: Сура́ж) es una ciudad de Rusia, capital del raión homónimo en la óblast de Briansk.
En 2021, la ciudad tenía una población de 11 176 habitantes. En su territorio no hay pedanías.
Se ubica a orillas del río Íput, unos 30 km al noreste de Klintsý sobre la carretera que lleva a Kastsiukóvichy.

## Historia
Se conoce la existencia del asentamiento en documentos desde 1650, cuando era una localidad rural en la vólost de Mglin. En 1781 pasó a ser ciudad y capital de uyezd, desde principios del siglo XIX en la gobernación de Chernígov. La RSFS de Rusia trasladó la capital distrital a Klintsý en 1921, hasta que en 1929 la Unión Soviética creó el actual raión de Surazh. En la época soviética creció notablemente en torno a una importante fábrica de cartón, que sigue siendo casi la única base de su economía; debido a ello, en 2009 fue incluida en la lista oficial de ciudades rusas que reciben subvenciones para paliar su dependencia de una sola industria.